# Джан Марія Волонте
Джан Марія Волонте (італ. Gian Maria Volonté; 9 квітня 1933 — 6 грудня 1994) — італійський актор.

## Біографія
Джан Марія Волонте народився в Італії, в родині міланського підприємця. У вісімнадцять років він почав працювати в бродячій трупі, де був бутафором, електриком, актором. У 1954 році Джан Марія Волонте вступив до Національної академії драматичного мистецтва, в якій навчався до 1957 року, одночасно граючи на різних театральних майданчиках.

## Фільмографія
- 1959: L'idiota, реж. Джорджо Альбертацці
- Sotto dieci bandiere, реж. Duilio Coletti (1960)
- La ragazza con la valigia, реж. Валеріо Дзурліні (1961)
- Antinea, l'amante della città sepolta, реж. Edgar G. Ulmer та Джузеппе Мазіні (1961)
- Ercole alla conquista di Atlantide, реж. Вітторіо Коттафаві (1961)
- A cavallo della tigre, реж. Луїджі Коменчіні (1961)
- Un uomo da bruciare, реж. Валентіно Орсіні, Паоло та Вітторіо Тавіані (1962)
- Le quattro giornate di Napoli, реж. Нанні Лой (1962)
- Il peccato, реж. Jordi Grau (1963)
- Il taglio del bosco, реж. Віторіо Коттафаві (1963) (Film TV)
- Il terrorista, реж. Gianfranco De Bosio (1963)
- Per un pugno di dollari, реж. Серджо Леоне (1964)
- 1964: Розкішний рогоносець / (Il magnifico cornuto), реж. Антоніо П'єтранджелі — радник
- Le inchieste del commissario Maigret, реж. Маріо Ланді (1965), episodio della prima serie «Una vita in gioco»
- 1965: На декілька доларів більше / Per qualche dollaro in più, реж. Серджо Леоне
- Svegliati e uccidi, реж. Карло Ліццані (1966)
- Le stagioni del nostro amore, реж. Флорестано Ванчіні (1966)
- L'armata Brancaleone, реж. Маріо Монічеллі (1966)
- La strega in amore, режисер Даміано Даміані (1966)
- Золота куля, режисер Даміано Даміані (1966)
- A ciascuno il suo, реж. Еліо Петрі (1967)
- Faccia a faccia, реж. Серджо Солліма (1967)
- 1968: Бандити в Мілані / (Banditi a Milano), реж. Карло Ліццані — П'єро Канестраро
- I sette fratelli Cervi, реж. Джанні Пуччіні (1968)
- Summit, реж. Giorgio Bontempi (1968)
- L'amante di Gramigna, реж. Карло Ліццані (1968)
- Sotto il segno dello scorpione, реж. Паоло і Вітторіо Тавіані (1969)
- 1970: Слідство у справі громадянина поза всякими підозрами / Indagine su un cittadino al di sopra di ogni sospetto, реж. Еліо Петрі
- I senza nome (Le cercle rouge), реж. Жан-П'єр Мельвіль (1970)
- Uomini contro, реж. Франческо Розі (1970)
- Vento dell'est (Le vent d'est), реж. Жан-Люк Годар (1970)
- 1971: Сакко і Ванцетті (Sacco e Vanzetti), реж. Джуліано Монтальдо
- 1971: Робітничий клас іде в рай / La classe operaia va in paradiso, реж. Еліо Петрі
- 1972: Справа Маттеї / Il caso Mattei, реж. Франческо Розі
- 1972: Замах / L'attentat, реж. Ів Буассе
- Sbatti il mostro in prima pagina, реж. Марко Беллокйо (1972)
- Lucky Luciano, реж. Франческо Розі (1973)
- Giordano Bruno, реж. Джуліано Монтальдо (1973)
- Il sospetto, реж. Франческо Мазеллі (1975)
- Musica per la libertà, реж. Ліїджі Переллі (1975)
- Todo modo, реж. Еліо Петрі (1976)
- Actas de Marusia: storia di un massacro (Actas de Marusia), реж. Miguel Littín (1976)
- Io ho paura, реж. Даміано Даміані (1977)
- Cristo si è fermato a Eboli, реж. Франческо Розі (1979)
- Ogro (Operación Ogro), реж. Джилло Понтекорво (1979)
- Stark System, реж. Armenia Balducci (1980)
- La storia vera della signora delle camelie, реж. Мауро Болоньїні (1981)
- La morte di Mario Ricci (La mort de Mario Ricci), реж. Клод Горетта (1983)
- Il caso Moro, реж. Джузеппе Феррара (1986)
- Cronaca di una morte annunciata, реж. Франческо Розі (1987)
- Un ragazzo di Calabria, реж. Луїджі Коменчіні (1987)
- L'opera al nero (L'oeuvre au noir), реж. Андре Дельво (1988)
- Pestalozzis Berg, реж. Peter von Gunten (1989)
- Tre colonne in cronaca, реж. Carlo Vanzina (1990)
- Porte aperte, реж. Джанні Амеліо (1990)
- Una storia semplice, реж. Еміліо Греко (1991)
- Funes, un gran amor, реж. Raoul de la Torre (1992)
- Il tiranno Banderas (Tirano Banderas), реж. Хосе Луїс Гарсія Санчес (1993)

## = Телесеріали
- «Життя Мікеланджело» (італ. Vita di Michelangelo) — телевізійний мінісеріал, режисер Сільверіо Блазі (1964)